# Retziaceae
Retziaceae is een botanische naam, voor een familie van tweezaadlobbige planten. Een familie onder deze naam wordt niet vaak erkend door systemen van plantentaxonomie. Ook het APG-systeem (1998) en het APG II-systeem (2003) erkennen niet zo'n familie: dit plaatst de betreffende planten in de familie Stilbaceae. Andere systemen plaatsten deze planten in de familie Loganiaceae.
Indien erkend, bestaat de familie uit één soort, Retzia capensis.
In het Cronquist systeem (1981) is de plaatsing van de familie in de orde Gentianales.